# 327-ма піхотна дивізія (Третій Рейх)
327-ма піхотна дивізія (Третій Рейх) (нім. 327. Infanterie-Division) — піхотна дивізія Вермахту за часів Другої світової війни. Дивізія сформована у листопаді 1940 року, тривалий час виконувала окупаційні функції на території Франції. З січня 1943 року її перекинули на центральний напрямок німецько-радянського фронту, битва на курському напрямку, оборонні бої на півночі України. Розгромлена восени 1943 року, залишки розформовані у листопаді 1943 року.

## Історія
327-ма піхотна дивізія розпочала процес формування 15 листопада 1940 року у Відні у XVII військовому окрузі під час 13-ї хвилі мобілізації Вермахту. На укомплектування з'єднання надійшли окремі підрозділи 183-ї та 198-ї піхотних дивізій, а також 2 батальйонів 297-ї дивізії 8-ї хвилі мобілізації.
Формування артилерійського полку та інженерного батальйону здійснювалось за рахунок окремих підрозділів цих дивізій. До 4 квітня 1941 року у Віденському регіоні та в місцях розташування Санкт-Пельтен, Кремс-ан-дер-Донау, Горн проводилось підготовка та навчання з'єднання. З 5 до 15 квітня дивізія вирушила через Плзень і Будвейс до Франції, де була включена до складу XXVII армійського корпусу генерала від інфантерії А.Вегера для виконання окупаційних завдань на сході Франції. Перший оперативний район — район навколо Безансона (командний пункт дивізії). До 3 листопада 1941 року дивізія продовжувала тренуватися в Бельфор, Понтарльє, Море, Монбельяр, Арбуа і Сален-ле-Бен.
327-ма піхотна дивізія виконувала окупаційні функції на території, що примикала до демаркаційної лінії між Францією Віші та окупованою частиною Третьої Французької республіки, до листопада 1941 року.
З 4 по 7 листопада 1941 року дивізію перекинули до Анже на заході Франції, для виконання завдань з берегової оборони морського узбережжя та прилеглих до Шоле, Сомюр, Ле-Ман, Лаваль і Нант територій. Але вже за перші два тижні грудня дивізія переїхала до району Ніор, для заміни 81-ї піхотної дивізії та прийняття під свою відповідальність тамтешню берегову зону від Рошфора і далі на північ до Ла-Рошелі, Фонтене-ле-Конт, Ла-Рош-сюр-Іон і Ле-Сабль-д'Олонн.
327-ма піхотна дивізія перебувала у визначеній зоні відповідальності до кінця жовтня 1942 року, доки командування вермахтом не ухвалило рішення про окупацію південної частини Франції на фоні загрози вторгнення союзників з цього напрямку. З 25 жовтня 1942 року командування дивізії взяло участь у розробці плану операції «Антон» — вторгнення німецьких військ до вішістської Франції. 11 листопада з'єднання вторглося на південь Франції й швидко вийшло до середземноморського узбережжя по рубежу Безьє, Монпельє, Нарбонн, Каркассонн, Кастельнодарі. З 20 до 22 листопада 1942 року 327-ма дивізія вивільнила 7-му танкову дивізію й продовжувала процес роззброєння французької армії.

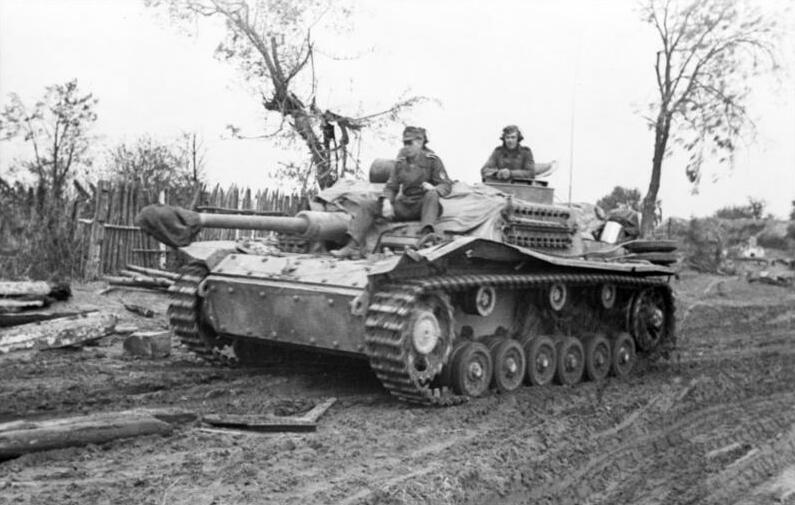
Німецька 75-мм штурмова гармата (штурмгешуц) StuG III. Серпень 1943

У січні 1943 року через загострення обстановки на Східному фронті, 327-му дивізію терміново перекидають залізницею до району зосередження і здійснила марш по маршруту: Рославль, Брянськ, Навля, Дмитрієв-Льговський, Льгов. 16 лютого 1943 року з'єднання повністю прибуло до визначеного району, де у взаємодії з 82-ю й 88-ю дивізіями закріпилося на оборонних рубежах західніше Курська.

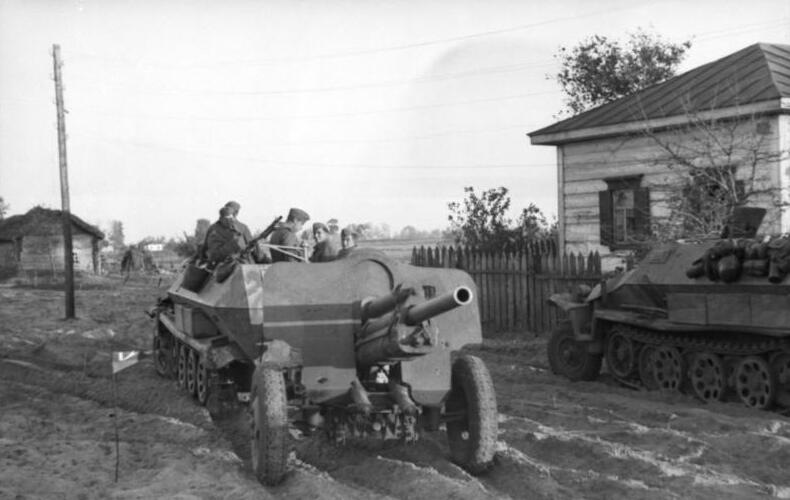
Німецькі артилеристи на бронетранспортерах Sd.Kfz 10 і Sd.Kfz 251 перевозять трофейну 76-мм дивізійну гармату. Жовтень 1943

8 березня вступило в бій з радянськими військами на позиціях по рубежу Больша Орловка, Черемошки, Кромські Бики, Погребки. З боями німецька дивізія відступала на захід, доки не перейшла до оборони південніше Рильська. До 26 серпня дивізія вела бої в позиційній обороні на цих рубежах.
26 серпня 1943 року з початком стратегічного радянського наступу XIII армійський корпус генерала від інфантерії Ф. Зіберта, в якому перебувала 327-ма дивізія, з боями відходить на північ України до Дніпра. В ар'єргардних битвах дивізія зазнала великих втрат і відійшла на правий берег Дніпра в районі Димера, де перейшла до оборони району оборони поблизу Ясногородка, Димер, Катюжанка.
22 вересня 1943 року передові підрозділи радянської 75-ї гвардійської стрілецької дивізії вийшли на лівий берег річки Дніпро в районі села Тарасовичі, та не гаючи часу вночі з 22 на 23 вересня форсували Дніпро і на 6:00 захопили в районі сіл Глібівка та Ясногородка перший у смузі наступу 60-ї армії плацдарм на правому березі Дніпра. Закріпившись на рубежі східніше Глібівки, радянські війська продовжили наступ на село Ясногородка. Бої на плацдармі були жорстокі, село Ясногородка кілька разів переходило із рук в руки. 327-ма німецька піхотна дивізія зазнала в цих боях великих втрат і незабаром була відведена на переформування до Радомишля.
2 листопада 1943 року розпочався процес розформування дивізії, рештки разом з вцілілими підрозділами 208-ї, 340-ї піхотних дивізій та інші частини 4-ї танкової армії були передислоковані до Франції на доукомплектування резервних дивізій, що формувалися.

## Райони бойових дій
- Австрія (листопад 1940 — вересень 1941)
- Франція (вересень 1941 — квітень 1943)
- СРСР (центральний напрямок) (квітень — липень 1943)
- СРСР (південний напрямок) (липень — листопад 1943)

## Командування

### Командири
- Генерал-лейтенант Вільгельм Руппрехт (нім. Wilhelm Rupprecht) (15 листопада 1940 — жовтень 1942)
- Генерал-майор Теодор Фішер (нім. Theodor Fischer) (жовтень 1942)
- Генерал-лейтенант Рудольф Фрідріх (нім. Rudolf Friedrich) (30 жовтня 1942 — 10 серпня 1943)
- Оберст Вальтер Ланге (нім. Walter Lange) (10 серпня — 2 листопада 1943, ТВО)

### Підпорядкованість
| Час          | Корпус                                    | Армія                     | Група армій (округ)   | Штаб               |
| ------------ | ----------------------------------------- | ------------------------- | --------------------- | ------------------ |
| 1940         |                                           |                           |                       |                    |
| 15 листопада | формування                                | формування                | XVII військовий округ | Відень             |
| грудень      | формування                                | формування                | XVII військовий округ | Відень             |
| 1941         |                                           |                           |                       |                    |
| січень       | формування                                | формування                | XVII військовий округ | Відень             |
| 4 квітня     | передислокація                            | 1-ша армія                | Група армій «D»       | Безансон           |
| 12 квітня    | XXVII ак                                  | 1-ша армія                | Група армій «D»       | Демаркаційна лінія |
| 21 вересня   | XXXXV командування особливого призначення | 1-ша армія                | Група армій «D»       | Демаркаційна лінія |
| жовтень      | XXXXV командування особливого призначення | 1-ша армія                | Група армій «D»       | Демаркаційна лінія |
| 4 листопада  | —                                         | 7-ма армія                | Група армій «D»       | перевезення        |
| 10 листопада | XXV ак                                    | 7-ма армія                | Група армій «D»       | Анже/Бретань       |
| 11 грудня    | LIX командування особливого призначення   | 7-ма армія                | Група армій «D»       | Атлантичний вал    |
| 1942         |                                           |                           |                       |                    |
| 1 січня      | LIX командування особливого призначення   | 7-ма армія                | Група армій «D»       | Атлантичний вал    |
| 4 січня      | XXXI командування особливого призначення  | 7-ма армія                | Група армій «D»       | Атлантичний вал    |
| лютий        | XXXI командування особливого призначення  | 7-ма армія                | Група армій «D»       | Атлантичний вал    |
| 28 травня    | LXXX ак                                   | 1-ша армія                | Група армій «D»       | Атлантичний вал    |
| червень      | LXXX ак                                   | 1-ша армія                | Група армій «D»       | Атлантичний вал    |
| 24 жовтня    | LXXX ак                                   | 1-ша армія                | Група армій «D»       | Атлантичний вал    |
| 18 грудня    | LXXXIII ак                                | Армійська група «Фельбер» | Група армій «D»       | Середземномор'я    |
| 1943         |                                           |                           |                       |                    |
| 1 січня      | LXXXIII ак                                | Армійська група «Фельбер» | Група армій «D»       | Середземномор'я    |
| 9 лютого     | передислокація                            |                           | Група армій «D»       |                    |
| 13 лютого    | XIII ак                                   | 2-га армія                | Група армій «Центр»   | західніше Курська  |
| березень     | XIII ак                                   | 2-га армія                | Група армій «Центр»   | західніше Курська  |
| 6 липня      | VII ак                                    | 2-га армія                | Група армій «Центр»   | західніше Курська  |
| 19 липня     | XIII ак                                   | 2-га армія                | Група армій «Центр»   | західніше Курська  |
| 4 вересня    | XIII ак                                   | 4-та танкова армія        | Група армій «Південь» | західніше Курська  |
| 10 вересня   | XXIV тк                                   | 4-та танкова армія        | Група армій «Південь» | східніше Києва     |
| 12 вересня   | Korück 595                                | 4-та танкова армія        | Група армій «Південь» | Київ               |
| 17 вересня   | XIII ак                                   | 4-та танкова армія        | Група армій «Південь» | Київ               |
| 2 листопада  | розформування                             | 4-та танкова армія        | Група армій «Південь» | Житомир            |

### Склад
| 1940                                   | 1943                         |
| -------------------------------------- | ---------------------------- |
| 595-й піхотний полк                    | 595-й гренадерський полк     |
| 596-й піхотний полк                    | 596-й гренадерський полк     |
| 597-й піхотний полк                    | 597-й гренадерський полк     |
| 327-й артилерійський полк              |                              |
| 327-й розвідувальний батальйон         |                              |
| 327-й інженерний батальйон             |                              |
| 327-й дивізійний фузілерний батальйон  | —                            |
| —                                      | 327-й протитанковий дивізіон |
| 327-й дивізійний батальйон зв'язку     |                              |
| 327-те дивізійне управління постачання |                              |
| 327-й запасний батальйон               |                              |